# Euoniticellus intermedius
Euoniticellus intermedius är en skalbaggsart som beskrevs av Reiche 1848. Euoniticellus intermedius ingår i släktet Euoniticellus och familjen bladhorningar. Inga underarter finns listade i Catalogue of Life.

## Bildgalleri

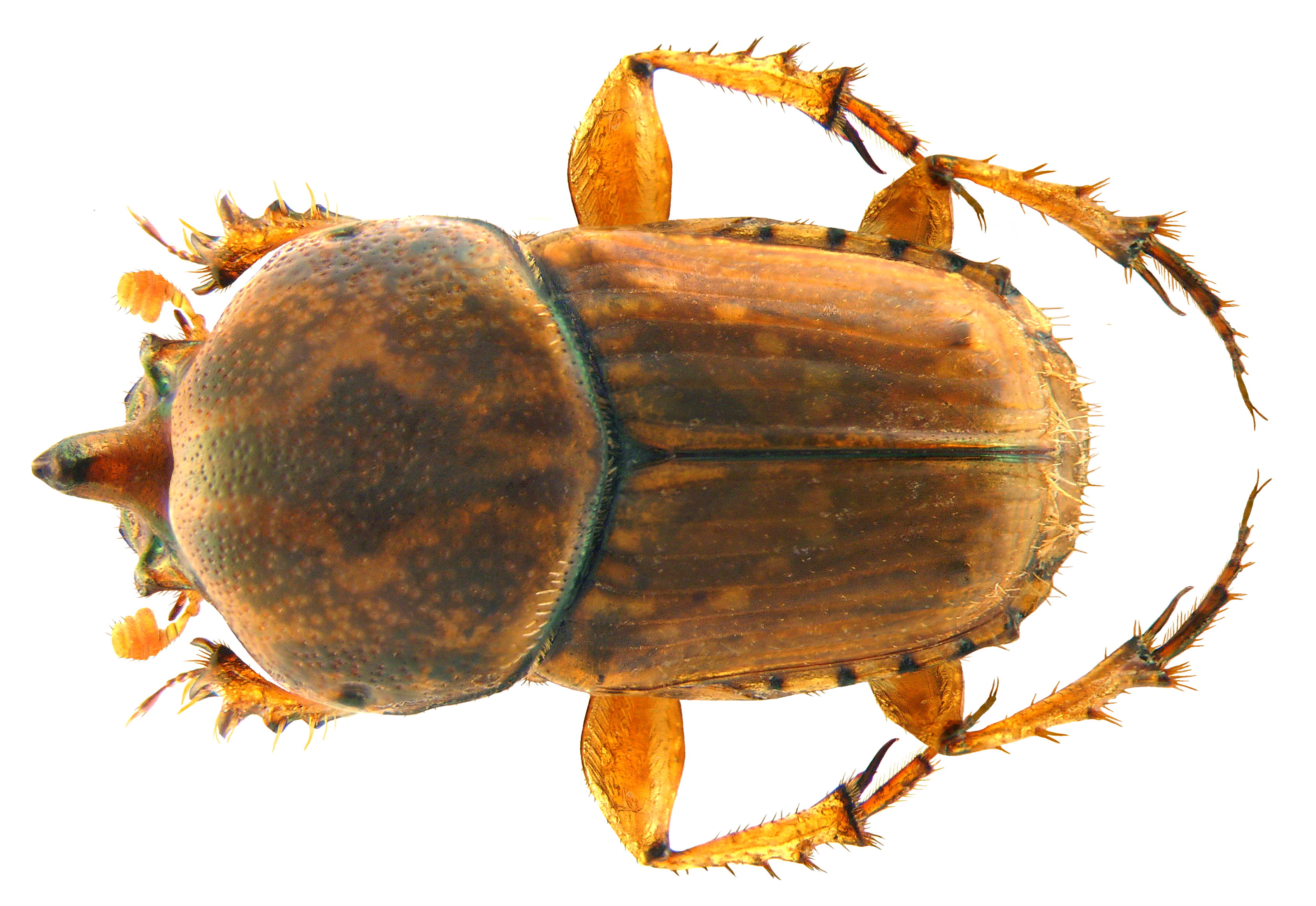